# Торгильс Кнутссон
Торгильс (Торкель, Тюргильс) Кнутссон (швед.  Torgils (Torkel, Tyrgils) Knutsson; фин.  Torkkeli Knuutinpoika, Торккели Кнуутинпойка), первое упоминание в 1283, умер в 1306) — принадлежал к одной из наиболее могущественных шведских фамилий; был маршалом в последние годы правления короля Магнуса Ладулоса и после его смерти управлял государством от имени малолетнего короля Биргера Магнуссона. Основатель Выборга.

## Походы против русских
Предпринял ряд походов на территорию нынешней Финляндии, которая в то время была территорией Новгородского княжества. Основал в 1293 году Выборгский замок, ставший оплотом владычества шведов на Карельском перешейке.
В 1300 году предпринял новый крупный поход против русских. Целью похода было отнять у Великого Новгорода устье Невы. При впадении Охты в Неву в одно лето была построена крепость Ландскрона. Попытка русских помешать строительству окончилась неудачей. Но когда основное войско шведов вернулось домой, оставленный на зимовку гарнизон был ослаблен голодом и цингой, и крепость была взята русскими 18 мая 1301 года. Крах предприятия способствовал падению маршала.

## Внутренняя политика
В отношении к церкви Кнутссон поступал самостоятельно и постановил, против желания папы Бонифация VIII, чтобы в случае необходимости сборы на военное дело взимались и с имущества церкви. Когда Биргер достиг совершеннолетия, Кнутссон несколько лет продолжал оставаться регентом, пока в 1303 году не сложил с себя власть. Оклеветанный перед королём, он был обезглавлен в 1306 году. Казнь через отсечение головы состоялась 10 февраля 1306 года. Похоронен он был в том же месте, где и казнён — на неосвященной церковью земле. Над могилой, как свидетельствует «Хроника Эрика», был установлен крест и возведён «огромный шатёр», с алтарём внутри него. В мае 1306 года тело Торгильса Кнутссона было перенесено в Риддархольмскую церковь. Именно это место было указано в завещании маршала, сделанном им незадолго до смерти. На каменной надгробной плите Торгильса Кнутссона и его первой жены — изображение Биргитты.